# Judas (hermano de Jesús)
Judas (alternativamente Judá) es uno de los hermanos de Jesús mencionados en el Nuevo Testamento. Él es identificado tradicionalmente como el autor de la Epístola de Judas, una breve carta que se cuenta entre las siete epístolas generales del Nuevo Testamento (colocada después de las Epístolas de Pablo y antes del Libro de Apocalipsis) y considerada canónica por los cristianos. Los católicos y los ortodoxos creen que este Judas es la misma persona que Judas Tadeo y que Judas fue quizás un primo, pero no literalmente un hermano de Jesús, o quizás el hijo de san José de un matrimonio anterior.

## Nuevo Testamento
Marcos y Mateo registran a la gente de Nazaret diciendo sobre Jesús: «¿No es éste el carpintero, hijo de María, hermano de Jacobo, de José, de Judas y de Simón? ¿No están también aquí con nosotros sus hermanas?». Algunos protestantes, como R.V. Tasker y D. Hill, generalmente se refieren a estos hermanos y hermanas con la indicación previa de Mateo de que José «no la conoció hasta que [María] dio a luz a su hijo primogénito», y la implicación de que José y María tuvieron relaciones maritales habituales a partir de entonces. Pero muchos cristianos (católicos, ortodoxos y algunos protestantes) creen que los «hermanos de Jesús» no son hijos biológicos de María, apoyando la doctrina de la virginidad perpetua de María. K. Beyer señala que el griego ἕως οὗ (hasta) después de un negativo, «a menudo no tiene ninguna incidencia en absoluto acerca de lo que sucedió después de que el límite del ‹hasta› se alcanzó».

## Atribución de Judas
La Epístola de Judas se ha atribuido a él, sobre la base del saludo «Judas, siervo de Jesucristo, y hermano de Jacobo», donde «hermano de Jacobo» es tomado como hermano de Jacobo, el hermano de Jesús.
Clemente de Alejandría que vivió c. 150-215 d. C. escribió en su obra "Comentarios sobre la epístola de Judas" que Judas, el autor de la Epístola de Judas, era hijo de José y hermano del Señor (sin especificar si es hijo de José de un matrimonio anterior o de José y María)

Judas, quien escribió la epístola católica, hermano de los hijos de José, y muy religioso, aunque conociendo la relación cercana del Señor, no dijo que él mismo era su hermano. ¿Pero qué dijo él? "Judas, siervo de Jesucristo", —de Él como Señor; pero "hermano de Santiago". Porque esto es cierto; era su hermano, (el hijo) de José.

Según los fragmentos sobrevivientes de la obra Exposición de los Dichos del Señor del padre apostólico Papías de Hierápolis, quien vivió c. 70-163 d. C., María, la esposa de Cleofás o Alfeo, sería la madre de "Judas, el hermano de Jesús" que Papías identifica con Tadeo:

María, esposa de Cleofás o Alfeo, que fue madre del obispo y apóstol Santiago, de Simón y Tadeo, y de un tal José ... (Fragmento X)

El obispo de Salamina, Epifanio, escribió en su obra El Panarion (374-375 d. C.) que José fue el padre de Santiago y sus tres hermanos (José, Simeón, Judas) y dos hermanas (una Salomé y una María) o (una Salomé y Anna) siendo Santiago el hermano mayor. Santiago y sus hermanos no eran hijos de María, sino eran hijos de José de un matrimonio anterior. Después de la muerte de la primera esposa de José, muchos años después, cuando él tenía ochenta años, "tomó a María (la madre de Jesús)".

### Atribución alternativa
«Judas» y «Judá» son las traducciones del nombre griego Ιουδας, el cual era un nombre muy común en el siglo I. Con los años, la identidad de Judas ha sido cuestionada, y la confusión permanece entre los eruditos bíblicos. No está claro si Judas, el hermano de Jesús, es también Judas, el hermano de Jacobo; o Judas Tadeo, hijo de María, la madre de Santiago el Menor. Hay un apóstol Judas en algunas listas de los Doce, pero no en otras. Él es llamado Judas de Jacobo. Ese nombre, como se da en Lucas 6:16, a veces se interpreta como «Judas, hermano de Jacobo», aunque tal construcción comúnmente denota una relación de padre e hijo. Otras listas de los doce incluyen Tadeo, que puede ser el apodo para el mismo apóstol. Su apodo puede haber ocurrido debido a la semejanza con Jesús, o para evitar la confusión entre este Judas y el Iscariote. Una tradición local del este de Siria identifica al apóstol Judas con el apóstol Tomás, también conocido como Judas Tomás, o Judas Dídimo Tomás (Tomás significa «gemelo» en arameo, como lo hace Dídimo en griego).

## Descendientes
Si Judas se cuenta entre los «hermanos del Señor» que menciona Pablo en sus epístolas, a continuación se puede suponer que Judas era casado; Pablo señala que los hermanos, como la mayoría de los primeros líderes de la iglesia (excepto el propio Pablo) trajeron una «hermana por mujer» con ellos.
Hegesipo, un escritor cristiano del siglo II, menciona descendientes de Judas viviendo durante el reinado de Domiciano (81-96). Eusebio relata en su Historia de la Iglesia (Libro III, cap. 19-20):
Domiciano también ordenó aniquilar a los de la familia de David, y, según una antigua tradición, ciertos herejes acusaban a los descendientes de Judas (el cual era hermano, según la carne, del Salvador) por ser de la familia de David y estar emparentados con el mismo Cristo. Esto expone Hegesipo con las siguientes palabras:
«Todavía se hallaban con vida, de la familia del Señor, los nietos de Judas, quien es conocido como su hermano según la carne. A éstos delataron porque eran de la familia de David. El evocato los llevó ante el césar Domiciano, pues, como Herodes, también tenía miedo de la venida de Cristo. Les preguntó si eran descendientes de David, y ellos lo confesaron. Luego les preguntó acerca del número de sus bienes o cuánto dinero poseían, pero ellos dijeron que entre ambos sólo sumaban nueve mil denarios, la mitad cada uno; y persistían en decir que esta propiedad no consistía en plata, sino en una parcela de tierra que contenía sólo treinta y nueve acres, por los que pagaban impuestos y los trabajaban ellos mismos para su subsistencia».

A continuación mostraron sus manos, y ofrecieron, como testimonio de su trabajo personal, su fortaleza física y los callos que les habían salido en sus propias manos por la obra ininterrumpida. Interrogados sobre Cristo y su reino, qué tipo de reino era, dónde y cuándo aparecería, explicaron que no se trataba de un reino de este mundo o de esta tierra, sino celestial y angélico, y que ha de tener lugar en el final de los tiempos. Porque viniendo en gloria juzgará a vivos y muertos, y pagará a cada uno según sus obras. Observando todo esto, Domiciano nada les reprochó, sino que incluso los menospreció como a gente vulgar y, dejándolos en libertad, puso fin a la persecución de la iglesia mediante un decreto. Los que habían sido liberados dirigieron las iglesias por haber testificado y por pertenecer a la familia del Señor, y habiendo llegado la paz, vivieron hasta Trajano. Esto fue relatado por Hegesipo.
Eusebio refiere también (en el libro III, cap. 32, 5f) que sufrieron el martirio bajo el emperador Trajano.
Epifanio de Salamina, en su Panarión, menciona un Judas Kyriakos, bisnieto de Judas, quien fue el último obispo judío de Jerusalén, y vivió más allá de la revuelta de Bar Kojba.